# Stevče Aluševski
Stevče Aluševski (Sídney, 1 de octubre de 1972) es un entrenador de balonmano macedonio y exjugador del mismo deporte, que entrena al RK Pelister. Su último equipo como jugador fue el RK Metalurg Skopje.
Fue un componente de la Selección de balonmano de Macedonia del Norte con la que jugó 245 partidos y marcó 967 goles. Su mejor posición con su selección fue la 5ª plaza lograda en el Campeonato Europeo de Balonmano Masculino de 2012.

## Palmarés

### RK Pelister
- Liga de Macedonia de balonmano

(5): 1992-93, 1993-94, 1997-98, 1999-00, 2004-05
- Copa de Macedonia de balonmano

(4): 1994, 1998, 1999, 2005

### RK Vardar
- Liga de Macedonia de balonmano (6): 2000–01, 2001–02, 2002–03, 2003–04, 2006–07, 2008–09,
- Copa de Macedonia de balonmano

Campeón (5): 2001, 2003, 2004, 2007, 2008

### Metalurg
- Liga de Macedonia de balonmano (2): 2011, 2012
- Copa de Macedonia de balonmano (2): 2011, 2013

## Clubes

### Como jugador
- RK Pelister (1989-1995)
- RK Prespa (1995-1997)
- RK Pelister (1997-2000)
- RK Vardar (2000-2004)
- RK Pelister (2004-2005)
- RK Vardar (2005-2010)
- RK Metalurg Skopje (2010-2013)

### Como entrenador
- RK Pelister (2017- )